# Yokohama Arena
Die Yokohama Arena (jap. 横浜アリーナ, Yokohama Arīna) ist eine im Jahr 1989 eröffnete Mehrzweckhalle in Yokohama, Japan.
Die Arena ist nach dem Vorbild des New Yorker Madison Square Garden errichtet worden und besitzt eine Kapazität von genau 18.500 Plätzen. Für Konzerte bietet die Multifunktionsarena Platz für 17.000 Zuschauer. Im Jahr 2011 während des Tōhoku-Erdbebens diente die Arena als Notunterkunft und Anlaufstelle für Betroffene des Bebens.
Hauptinvestoren der gleichnamigen Betreibergesellschaft sind Kirin Holdings, die Stadt Yokohama und die Seibu Tetsudō.